# 太原之戰
太原之戰发生于唐朝至德二年（757年），是唐朝将领李光弼與燕軍將領史思明等人之间的战争。
至德二年（757年）正月，安史之亂期間，史思明自博陵（今河北定縣）、蔡希德自太行、牛廷玠自范陽、高秀岩自大同，分別發兵共十萬會攻太原，企圖奪取河东道，向朔方、河西實施深遠迂迴。此時唐精兵銳卒都被征調到朔方軍保衛肃宗皇帝，李光弼的烏合之眾不滿一萬，守將皆懼，建議修固城池以拒。李光弼力排眾議，曰：「太原城週四十里，賊垂至而興役，是未見敵先自困也。」令人掘壕築壘，挖掘地道，作墼數十萬，以密集的弩矢、石炮反擊，一發輒斃二十餘人，又挖地道貫穿敵營，敵營因土質鬆軟下陷，死傷數千，賊眾驚亂，官軍鼓噪乘勝追擊，斬首七萬余級。史思明被李光弼擊退後，還守范陽。唐廷遷李光弼為司空，封鄭國公。